# 八津弘幸
八津 弘幸（やつ ひろゆき、1971年9月1日 - ）は日本の漫画原作者、脚本家。日本大学芸術学部卒業。sacca所属。

## 経歴
栃木県出身。名前の「弘」の字は水戸藩校弘道館に因んで付けられた。藤岡町立三鴨小学校、藤岡町立藤岡第一中学校、佐野日本大学高等学校を経て、日本大学芸術学部を卒業。
1995年、フジテレビジョンのアシスタントプロデューサーとして1999年まで契約し、1999年に脚本家デビュー。翌年、劇団方南組に参加し『勝負師伝説 哲也』でストーリー構成に関わる。漫画原作者としては2007年、小金丸大和に代わって『ハンマーセッション!』の原作を担当。
2013年、脚本を担当した『半沢直樹』が大ヒットする。2020年10月放送開始の連続テレビ小説『おちょやん』の脚本を担当。
2026年、NHK大河ドラマ『豊臣兄弟!』の脚本を担当予定。

## 受賞歴
- 第87回ザテレビジョンドラマアカデミー賞 脚本賞『下町ロケット』[5]
- 第117回ザテレビジョンドラマアカデミー賞 脚本賞『VIVANT』[6]

## 主な作品

### テレビドラマ脚本
- H-code〜愛しき賞金稼ぎ〜（朝日放送、2007年1月 - 3月）
- RESCUE〜特別高度救助隊（TBS、2009年1月 - 3月、2・4・7話を担当）
- 魔女裁判（フジテレビ　2009年4月 - 7月、3・5・7・9話を担当）
- クロヒョウ 龍が如く新章（TBS、2010年10月 - 12月）
- Dr.伊良部一郎（テレビ朝日、2011年1月 - 3月、1・2・5・7・最終話を担当）
- 棘の街（TBS、2011年6月18日）
- ランナウェイ〜愛する君のために（TBS、2011年10月 - 12月、3・5・8話を担当）
- シュガーレス（日本テレビ、2012年10月 - 12月）
- 半沢直樹（TBS、2013年7月 - 9月）
- HAMU -公安警察の男-（フジテレビ、2014年1月）
- ルーズヴェルト・ゲーム（TBS、2014年4月 - 6月）
- 流星ワゴン（TBS、2015年1月 - 3月）
- 刑事7人（テレビ朝日）
  - 第1シリーズ（2015年7月 - 9月、2・4話を担当）
  - 第2シリーズ（2016年7月 - 9月、3話を担当）
- 下町ロケット（TBS、2015年10月 - 12月）
- 赤めだか（TBS、2015年12月）
- 家政夫のミタゾノ（テレビ朝日）
  - 第1シリーズ（2016年10月 - 12月、1・2・3・6・最終話を担当）
  - 第2シリーズ（2018年4月 - 6月、1・4・最終話を担当）
  - 第3シリーズ（2019年4月 - 6月、1話を担当）
  - 第5シリーズ（2022年4月 - 6月、1・最終話を担当）
  - 第6シリーズ（2023年10月 - 12月、1・最終話を担当）
  - 第7シリーズ（2025年1月 - 3月、1話を担当）
- 水晶の鼓動 殺人分析班（WOWOW、2016年11月 - 12月）
- LEADERS リーダーズII（TBS、2017年3月26日）
- 小さな巨人（TBS、2017年4月 - 6月、脚本協力）
- ガタの国から（佐賀発地域ドラマ）（NHK-BS、2017年7月）
- 1942年のプレイボール（NHK、2017年8月）
- 陸王（TBS、2017年10月 - 12月）
- NHK正月時代劇 家康、江戸を建てる（NHK、2019年1月）
- ドラマ10 ミス・ジコチョー〜天才・天ノ教授の調査ファイル〜（NHK、2019年10月 - 12月）（※ 徳尾浩司、吉田真侑子との共同脚本）
- 連続テレビ小説 おちょやん（NHK、2020年11月 - 2021年5月）
- クロステイル 〜探偵教室〜（東海テレビ・フジテレビ、2022年4月 - 6月、原作・脚本）
- 特集ドラマ「アイドル」（NHK、2022年8月）[7]
- VIVANT（TBS、2023年7月 - 9月）（※ 李正美、宮本勇人、山本奈奈との共同脚本）
- GO HOME〜警視庁身元不明人相談室〜（日本テレビ、2024年7月 - 9月、企画・脚本）（※ 佐藤友治との共同脚本）[8]
- 豊臣兄弟!（NHK大河ドラマ、2026年1月 -〈予定〉）[4]

### 配信ドラマ脚本
- 十角館の殺人（2024年、Hulu)（※ 早野円、藤井香織との共同脚本）

### 映画脚本
- イキガミ（2008年公開）
- 晴れのち晴れ、ときどき晴れ（2013年公開）
- 神さまの言うとおり（2014年公開）
- ラプラスの魔女（2018年公開）
- 赤羽骨子のボディガード（2024年公開）

### 漫画原作
- RODIN（漫画:佐藤マコト、『ヤングチャンピオン』連載）
- ハンマーセッション!（漫画:棚橋なもしろ、『週刊少年マガジン』連載）
- 義風堂々!! 疾風の軍師 -黒田官兵衛-（脚本を担当。原作:原哲夫/堀江信彦、作画:山田俊明、『月刊コミックゼノン』連載）

### 舞台脚本
- 新作歌舞伎 ファイナルファンタジーX（2023年）
- 家政夫のミタゾノ THE STAGE ～お寺座の怪人～（2023年）
  - 家政夫のミタゾノTHE STAGE レ・ミゼラ風呂（2025年）（※ 原案）

### 作詞
- 栃木市立藤岡中学校校歌「藤色の物語（ストーリー）」[9]